# Roy Eldridge
David Roy Eldridge známý jako Roy Eldridge (30. ledna 1911 Pittsburgh, Pensylvánie, USA – 26. února 1989 Valley Stream, New York, USA) byl americký trumpetista.
Ve svých pěti letech začal hrát na klavír, krátce poté přešel k bicím a k trubce přešel až později. Počátkem třicátých let se přestěhoval do New Yorku, kde začal působit v různých uskupeních. Hrál například s Cecilem Scottem, Teddy Hillem nebo Elmerem Snowdenem. V roce 1936 se přestěhoval do Chicaga, kde začal hrát v oktetu se svým starším bratrem Joem Eldridgem. V roce 1941 se stal členem orchestru bubeníka Gene Krupy. V roce 1944 přesídlil k Artie Shawovi. Spolupracoval s mnoha dalšími hudebníky, mezi které patří Dizzy Gillespie, Ben Webster, Clark Terry, Big Joe Turner nebo Oscar Peterson.
V roce 1971 byl uveden do jazzové síně slávy časopisu Down Beat. V roce 1982 jako jeden z prvních získal ocenění NEA Jazz Masters.